# GAFAM
| Sigles de 2 caractères   |
| Sigles de 3 caractères   |
| Sigles de 4 caractères   |
| ► Sigles de 5 caractères |
| Sigles de 6 caractères   |
| Sigles de 7 caractères   |
| Sigles de 8 caractères   |

GAFAM ou GAMAM, est l'acronyme des géants du Web — Google (Alphabet), Apple, Facebook (Meta), Amazon et Microsoft — qui sont les cinq grandes firmes américaines (fondées entre le dernier quart du XXe siècle et le début du XXIe siècle) qui dominent le marché du numérique. Cet acronyme correspond au sigle GAFA initial, auquel le M signifiant Microsoft a été ajouté. Elles sont aussi appelées les Big Five, ou encore « The Five » ; l'expression Big Tech est la plus usitée en anglais.
Bien que, dans certains secteurs, ces cinq entreprises puissent être partiellement en concurrence directe, elles offrent globalement des produits ou services différents tout en présentant quelques caractéristiques en commun qui méritent de les réunir sous un même acronyme : par leur taille, elles sont particulièrement influentes sur l'Internet américain et européen, tant sur les plans économique et politique que social, et sont régulièrement l'objet de critiques ou de poursuites sur le plan fiscal, sur des abus de position dominante et sur le non-respect de la vie privée des internautes.
Les GAFAM visent une intégration verticale sur le marché internet, partant de leurs cœurs de marché en lui ajoutant, suivant les cas, les contenus, les applications, les médias sociaux, les moteurs de recherche, les équipements d'accès, les infrastructures de télécommunications.
D'autres régions du monde possèdent leurs propres géants locaux. C'est le cas de la Russie (avec Yandex, VKontakte, Mail.ru, Odnoklassniki et Rambler, parfois appelées YVMOR) ou de la Chine (avec Baidu, Alibaba, Tencent et Xiaomi, ces dernières étant désignées sous l'acronyme BATX ou BHATX en y intégrant Huawei).
Les GAFAM sont critiqués pour leur emprise sur l'intelligence artificielle, parmi d'autres domaines du numérique, qui menace la souveraineté des États.

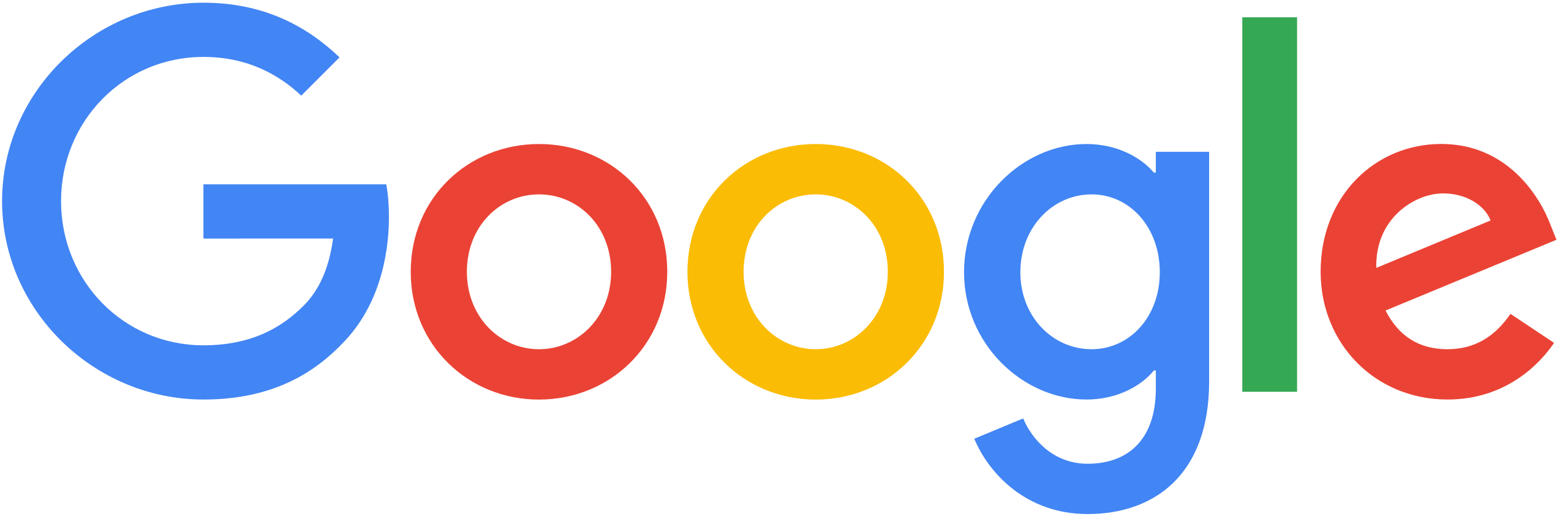
Google
Apple
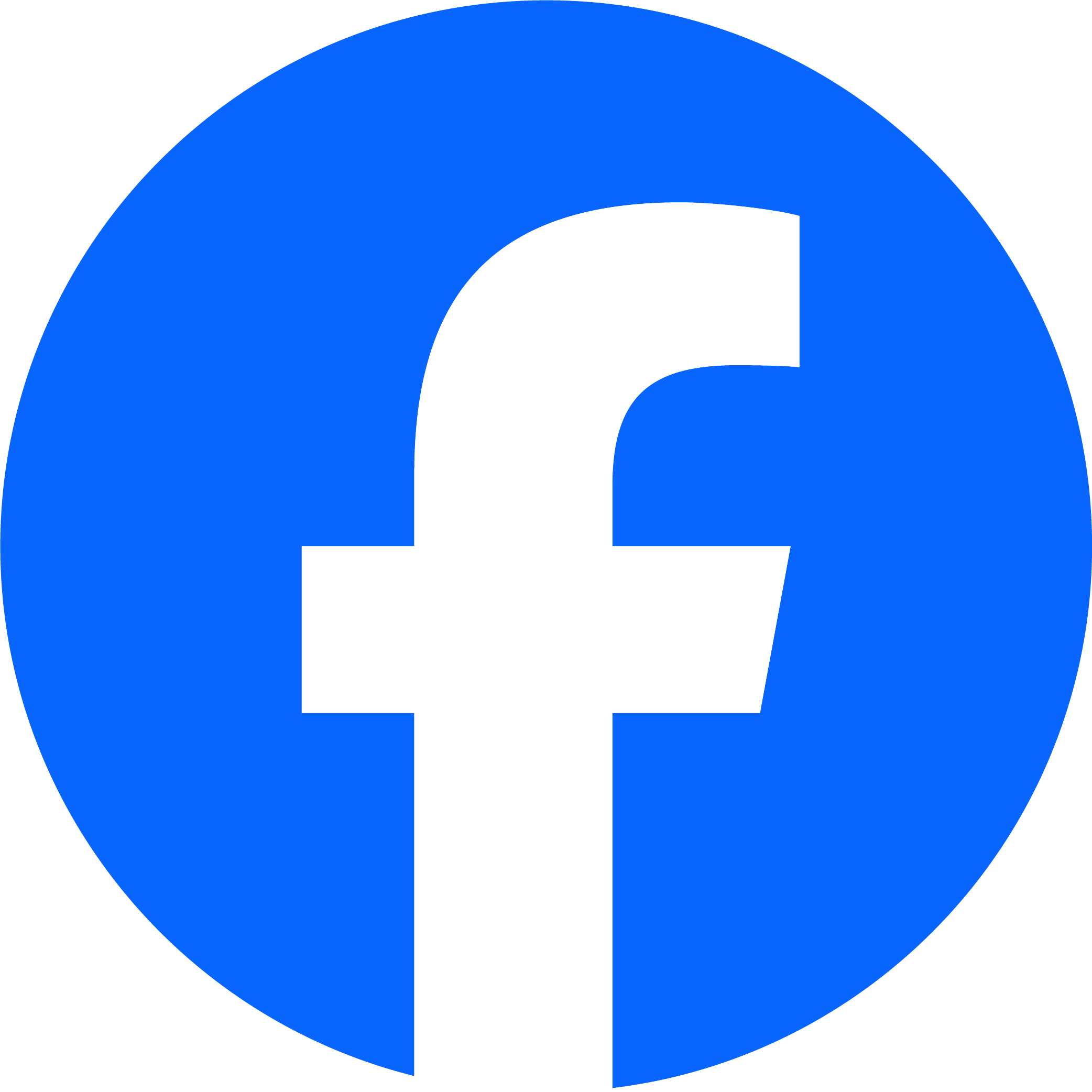
Facebook
Amazon
Microsoft

## Historique
Le développement de ces cinq géants du Web s'inscrit dans le cadre de la révolution numérique ou de la troisième révolution industrielle du début du XXIe siècle. Il s'appuie sur les principes de l'économie en réseau et de l'économie d'échelle. Le nom de Microsoft est adjoint à celui des quatre géants « originaux » du Web lorsque la firme acquiert le réseau LinkedIn et développe ses offres dans le cloud computing, particulièrement auprès des entreprises. Le regroupement GAFA devient GAFAM.
Ces acteurs, bientôt « géants », occupent une position importante dans leurs secteurs d'activités. Par exemple, le paysage des moteurs de recherche est passé de quelques dizaines d’acteurs au début du Web à un marché structuré dans sa quasi-totalité autour de trois acteurs (Google, Yahoo, Bing).
Le regroupement des GAFAM est en concurrence avec d'autres regroupements, comme les NATU (Netflix, Airbnb, Tesla, Uber).

## Image et réputation
En France, les GAFAM semblent jouir d'une image positive, voire très positive, à l'exception de Facebook qui ne recueille que 51 % d'opinions favorables.
|           | Très bonne et plutôt bonne | Plutôt mauvaise et très mauvaise |
| --------- | -------------------------- | -------------------------------- |
| Google    | 80                         | 20                               |
| Amazon    | 65                         | 35                               |
| Facebook  | 51                         | 49                               |
| Apple     | 67                         | 33                               |
| Microsoft | 81                         | 19                               |

Aux États-Unis, l'image des GAFAM tend à s'éroder à la fin des années 2010. Ainsi, dans le Harris Poll Reputation Quotient, un rapport annuel publié par Harris Insights & Analytics (en) et qui mesure la réputation des cents entreprises les plus en vue selon les Américains, seuls Amazon et Microsoft obtiennent un bon classement en 2018 : le premier conservant sa première place pour la troisième année consécutive et le second passant de la 20e place à la 11e par rapport à 2017.
En revanche, Google, en 8e position en 2017, chute à la 28e place l'année suivante puis à la 42e en 2019. Apple, alors premier au classement en 2012 et second en 2016, glisse de la 5e place en 2017 à la 29e en 2018 puis à la 32e l'année suivante. Enfin, Facebook est parmi les GAFAM, l'entreprise qui semble jouir de la pire réputation auprès du public américain en passant de la 51e position en 2018 à la 94e en 2019,.
Toujours aux États-Unis, un sondage réalisé en juillet 2019 par le Pew Research Center montre que 50 % des personnes interrogées perçoivent les entreprises technologiques comme ayant un impact positif sur le pays (en seconde place derrière les organisations religieuses) ; un sentiment partagé par 71 % des sondés quatre ans auparavant. Dans le même temps, 33 % de l'échantillon pense que ces entreprises ont un impact négatif contre seulement 17 % en 2015,.
En 2021, The Washington Post réalise un sondage auprès de 1 058 internautes américains à qui il est demandé d'indiquer le niveau de confiance qu'ils accordent à certaines entreprises technologiques pour traiter de manière responsable leurs informations personnelles. Selon l'étude, Facebook est la plateforme qui inspire le moins confiance avec 72 % des sondés qui ne lui font pas beaucoup ou pas du tout confiance, les autres GAFAM étant perçus de façon mitigée.
|           | Pas beaucoup ou pas du tout confiance | Beaucoup ou plutôt confiance | Sans opinion |
| --------- | ------------------------------------- | ---------------------------- | ------------ |
| Google    | 47                                    | 48                           | 4            |
| Amazon    | 40                                    | 53                           | 7            |
| Facebook  | 72                                    | 20                           | 8            |
| Apple     | 40                                    | 44                           | 16           |
| Microsoft | 42                                    | 43                           | 15           |

En France l'image d'Amazon se détériore, des manifestations à travers le pays tentent de s'opposer à l'implantation de ses gigantesques entrepôts. Les opposants au géant américain de la vente en ligne lui reprochent notamment des destructions d’emplois et de petits commerces, de mauvaises conditions de travail, une artificialisation des sols, un impact négatif sur le climat.

## Domination
Ce groupe d'entreprises américaines exerce une domination, chacune dans leurs domaines, sur le marché numérique et internet « occidental » qui rend difficile l'entrée sur ces marchés de nouvelles entreprises suivant l'expression « winner takes all » (le vainqueur remporte tout).
En ce qui concerne la circulation des contenus, la forte concentration des acteurs met en place une dynamique oligopolistique parce que l'activité numérique tourne autour d'un nombre très restreint de plateformes. Ce mouvement s'observe dès le début des années 2000. Benoît Epron et Marcello Vitali-Rosati parlent d'un oligopole à franges : ils conçoivent un marché structuré autour et capté en grande partie par un nombre réduit d’acteurs majeurs, entourés d’un nombre élevé d’acteurs plus mineurs se partageant une part très limitée du marché.
L'exploitation de câbles sous-marins de télécommunications dédiés par les GAFAM est un mouvement stratégique visant à s'affranchir des opérateurs de télécommunications qui se partagent les télécommunications internationales. En effet, 99 % du trafic Internet passe par ces câbles dont 80 % du flux transite par les États-Unis, quelle qu'en soit leur destination. Le pouvoir de marché des GAFAM sur les opérateurs de télécommunications se renforce aussi du fait que la neutralité du Net ne s’applique pas aux réseaux internationaux.
L'influence des GAFAM est donc perceptible dans plusieurs secteurs d'activités car ils sont massivement présents dans toute l’infrastructure d'internet et du Web tout en se positionnant en infomédiaires dominant la diffusion de l'information et les moyens de communication entre les internautes. L'oligopole est ainsi concentré « verticalement » (centres de données, systèmes d'exploitation, navigateurs Web, infrastructures des réseaux de télécommunications) et « horizontalement » (messageries, communication, réseaux sociaux).
Verticalement :
- Amazon, Microsoft et Google détiennent 57 % de part de marché de l'informatique en nuage (Cloud computing)[17] ;
- Microsoft et Apple détiennent 95 % du marché des systèmes d'exploitation pour ordinateur de bureau[18] ;
- sur mobiles, Google et Apple détiennent à eux seuls quasiment l'intégralité de la part de marché des systèmes d'exploitation[18] ;
- grâce à Google Chrome et Microsoft Edge ou Internet Explorer, Google et Microsoft se partagent près de 80% du marché des navigateurs[18] ;
- avec son service Google Fi, l'entreprise est, aux États-Unis, un opérateur de réseau mobile virtuel (MVNO). Google déploie aussi un réseau de fibre optique dans une quinzaine de villes[19]. Facebook développe internet.org, un service gratuit (mais restreint) d'accès à internet pour les appareils mobiles d'entrée de gamme[20] ;
- Microsoft et Facebook, en partenariat avec une filiale de Telefónica, ont installé Marea, un câble sous-marin de fibre optique reliant les États-Unis et l'Europe et qui représente à lui seul la moitié de la capacité de tous les câbles de l'Atlantique[21],[14]. Le câble 2Africa de Facebook longe l'ensemble de l'Afrique, alors qu'Amitié (en partenariat avec Orange) relie les États-Unis et la France[22]. La plupart des GAFAM investissent donc dans les câbles sous-marins (35 en 2019)[23]. Au milieu des années 2010, la part de marché des GAFAM dans les câbles sous l'Atlantique est de 5 %, plus de 50 % à la fin de la décennie et devrait atteindre 90 % avant le milieu des années 2020 selon le directeur Réseaux et Services internationaux de l'opérateur Orange[14].

Horizontalement :
- Gmail (Google) et Outlook/Hotmail (Microsoft) dominent le marché de la messagerie électronique avec près de deux milliards de comptes actifs[24]. En combinant tous les types de messageries électroniques (bureau et mobile), Google, Microsoft et Apple détiennent, en 2016, 85 % du marché des services de courrier électronique (e-mail)[16] ;
- En 2019, sur les dix applications les plus téléchargées des dix dernières années, quatre appartiennent à Facebook (Facebook, Messenger, WhatsApp et Instagram). Skype (Microsoft) arrivant en sixième place[25]. En 2019, Facebook enregistre presque deux milliards et demi d'utilisateurs actifs[26]. LinkedIn (Microsoft) enregistre 600 millions de membres à travers le monde[réf. nécessaire] ;
- YouTube (Google) avec ses deux milliards d'utilisateurs mensuels[réf. nécessaire] et Facebook dominent le secteur de la vidéo en ligne[16] ;
- Le moteur de recherche de Google domine largement avec 93 % de part de marché au niveau mondial[27] ;
- avec 80 % de part de marché, Apple, Google et Amazon dominent le marché du téléchargement de musique payant ; Amazon réalisant par ailleurs les trois quarts des ventes de livres numériques[16]. Les multinationales investissent également dans le domaine de la vidéo à la demande tel qu'Apple avec Apple TV+, Amazon avec Prime Video ou encore Facebook avec Facebook Watch.

Outre les plateformes mentionnées ci-dessus, les GAFAM se positionnent dans une multitude de secteurs, par exemple l'automobile, avec l'accord signé entre Google et Renault-Nissan-Mitsubishi afin que soit installé Android dans les véhicules de l'alliance à partir de 2021.
En France, Pôle emploi signe un partenariat avec Facebook en 2018 dans le but de former 50 000 demandeurs d'emploi aux technologies numériques.
L'oligopole s'étend aussi dans le domaine de l'éducation, les GAFAM ayant divers programmes dédiés à ce domaine. Ainsi avec CS First, Google vise les enseignants désirant apprendre le code à leurs élèves alors qu'en 2018, Apple organisait dans ses magasins des initiations au code pour les élèves français qui repartaient avec des petits cadeaux de la marque. Chaque année se déroule le « Amazon Campus Challenge », un concours d'étudiant organisé par Amazon et dont le premier prix est une bourse et une offre de stage dans l'entreprise. En 2019, la seconde édition du concours tenu en France récompense deux étudiantes qui ont aidé une entreprise à rejoindre la Boutique des Producteurs de la plateforme d'Amazon. Toujours en France, le programme « Jeunes Citoyens du numérique » consiste à recruter des volontaires du service civique qui, après avoir reçu une formation dispensée par Microsoft France via l'association Unis-Cité, sont ensuite envoyés dans les collèges afin de sensibiliser les élèves au numérique et à l’intelligence artificielle.
Le secteur de la santé est très prisé par les GAFAM. Aux États-Unis, Google lance en 2018 Google Cloud Healthcare, une application visant à rassembler plusieurs types de données de santé dont des dossiers médicaux ou des imageries aux rayons X afin de les utiliser pour analyse notamment pour l'apprentissage automatique de l'intelligence artificielle[réf. nécessaire]. Apple, Microsoft et Google développent conjointement avec plus d'une trentaine de sociétés d'assurances et le soutien de l’État de Washington, un standard de normalisation des données de santé (CARIN Blue Button) devant permettre d'uniformiser les informations présentées sur les divers terminaux mobiles. À la fin de 2019, The Wall Street Journal révèle que Google collecte, légalement, les données de santé de dizaines de millions d'Américains sans que ces derniers, ni leurs médecins n'en soient informés. En France, entre novembre 2018 et juillet 2019, Microsoft, Amazon et Google ont tour à tour obtenu la « certification d'hébergeur en données de santé ». Dans une tribune parue dans Le Monde, un collectif de professionnels de la santé et de l’informatique médicale dénonce le projet du gouvernement français de confier l'hébergement centralisé des données de santé à Microsoft. Selon le collectif, le projet présente de nombreux problèmes dont la possibilité que les GAFAM et les assureurs puissent accéder aux données, le risque d'être « numériquement captif » par rapport à Microsoft, ou encore, une rupture potentielle du secret médical puisque le CLOUD Act autorise l'accès de la justice américaine aux données stockées dans un autre pays.
La mainmise des GAFAM se fait également sentir dans des secteurs inattendus ; ainsi l'entreprise française d'équipements électriques Legrand a noué des accords avec Amazon et Microsoft afin d'intégrer Alexa et Microsoft Office 365 à ses interrupteurs. L'entreprise est aussi en discussions avec Apple et Google.

## Économie

### Capitalisation boursière

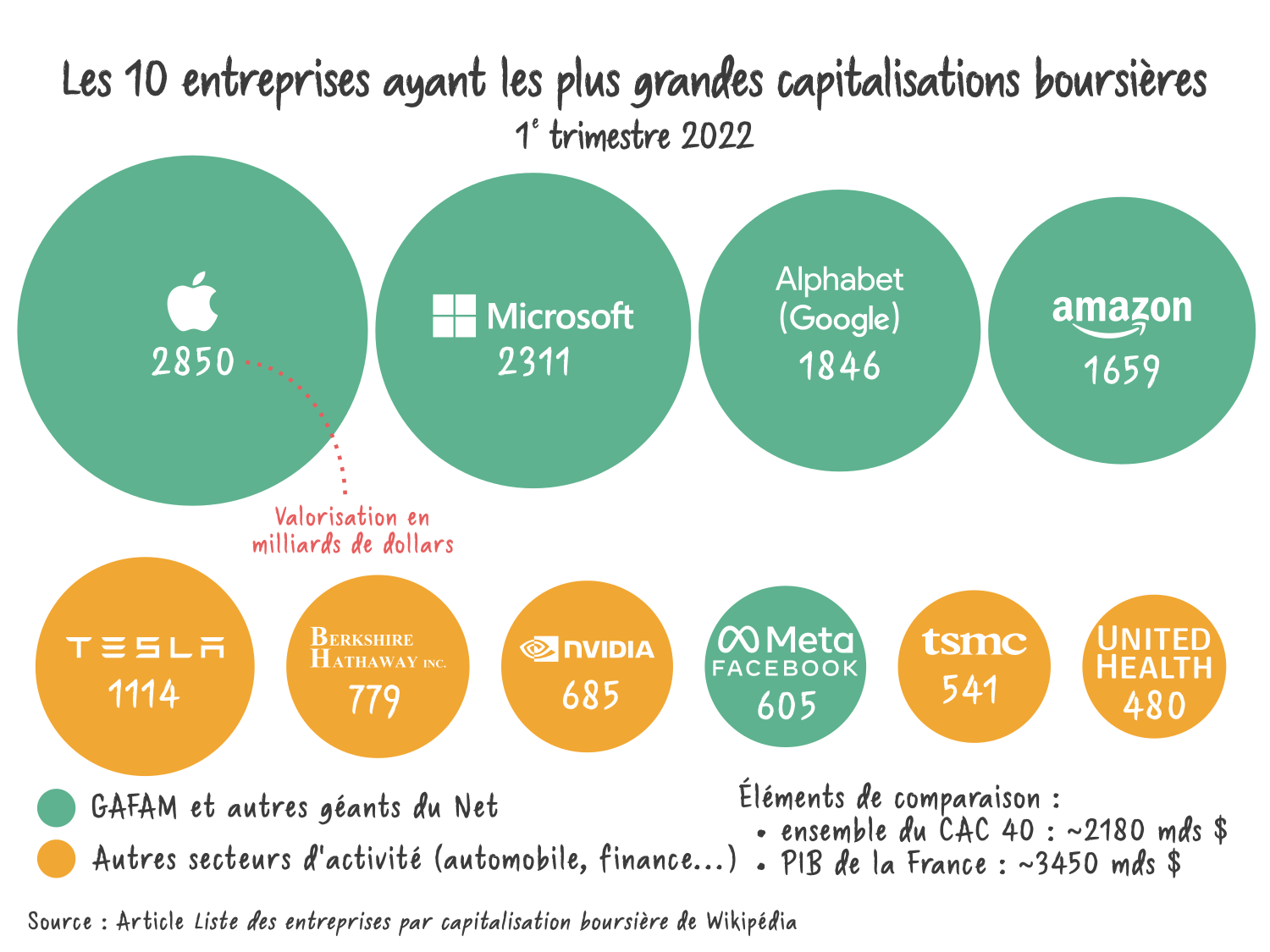
La place des GAFAM parmi les entreprises ayant les plus grandes capitalisations boursières

La capitalisation boursière et la trésorerie cumulée des GAFAM sont respectivement équivalentes au produit intérieur brut de l'Allemagne et à celui de la Suède et en 2016, les cinq entreprises dépensent près de 60 milliards de dollars en recherche et développement.
En 2017, selon le classement BrandZ qui mesure la valeur des marques, les GAFAM occupent les 5 premières places ; Google en tête devant Apple, Microsoft, Amazon et enfin Facebook. En août 2020, la valeur d'Apple est supérieure à celle du CAC 40 au complet et grâce à ses réserves, Apple pourrait acheter les deux plus grosses entreprises de l'indice boursier français (LVMH et Total),.
En 2019, les GAFAM représentent à eux seuls 45 % de la valeur de l'indice NASDAQ qui comporte une centaine d'entreprises cotées.
Le 3 janvier 2020, les cinq multinationales franchissent le seuil des 5 000 milliards de dollars de capitalisation boursière combiné, soit 2.4 fois la valeur du CAC40 et deux fois celle du SBF 120 dans sa totalité. Le 5 novembre 2020, la capitalisation boursière des GAFAM atteint 7 500 milliards de dollars, soit l'équivalent de 20 % des entreprises cotées aux États-Unis ou la totalité de celles qui le sont dans la zone euro.
| Société           | Création | Produits phares                                                    | Source de revenu principale (en 2017) | Capitalisation boursière (Milliards USD au 4T 2021) | Utilisateurs (Milliards) | Acquisitions notoires                                                       |
| ----------------- | -------- | ------------------------------------------------------------------ | ------------------------------------- | --------------------------------------------------- | ------------------------ | --------------------------------------------------------------------------- |
| Apple             | 1976     | Ordinateur personnel, smartphone                                   | Matériel (81 %)                       | 2 913                                               | 0,85                     | Beats Electronics                                                           |
| Microsoft         | 1975     | Système d'exploitation, informatique en nuage                      | Logiciels (62 %)                      | 2 525                                               | 1                        | Hotmail, Mobile Nokia, Skype, LinkedIn, GitHub, Mojang, Activision Blizzard |
| Alphabet (Google) | 1998     | Moteur de recherche, Régie publicitaire, Intelligence artificielle | Publicité (86 %)                      | 1 922                                               | 1,42                     | reCAPTCHA, Waze, DoubleClick, YouTube, Android                              |
| Amazon            | 1994     | Commerce en ligne, informatique en nuage                           | Vente en ligne (82 %)                 | 1 691                                               | 0,244                    | IMDb, Audible, Twitch, Whole Foods Market, MGM                              |
| Meta (Facebook)   | 2005     | Réseau social, Publicité, Intelligence artificielle                | Publicité (98 %)                      | 935                                                 | 2,13                     | Instagram, WhatsApp, Oculus, Mapillary                                      |

### Employés
Tout à la fin des années 2010, Alphabet emploie presque 99 000 personnes, Amazon 613 000, Meta 35 000, Apple 139 000 et Microsoft 144 000.
|           | Nombre d'employés (2022) | Revenu par employé en 2018 (dollars US) |
| --------- | ------------------------ | --------------------------------------- |
| Amazon    | 1 608 000                | 359 671                                 |
| Microsoft | 181 000                  | 873 910                                 |
| Alphabet  | 156 500                  | 1 385 214                               |
| Apple     | 154 000                  | 2 012 083                               |
| Meta      | 71 970                   | 1 569 056                               |

### Chiffre d'affaires
La croissance des GAFAM est très rapide. Ainsi en dix ans, entre 2008 et 2018, les revenus de Google sont multipliés par 6, ceux de Amazon par 12, le chiffre d'affaires de Facebook est multiplié par 186 et celui de Microsoft, par 2. Quant à Apple, son chiffre d'affaires est multiplié par 3.5 entre 2010 et 2017.
|           | Chiffre d'affaires (2022) (en milliards de $) | Rang mondial | Croissance (2022) |
| --------- | --------------------------------------------- | ------------ | ----------------- |
| Amazon    | 469,8                                         | 2e           | 21,7 %            |
| Apple     | 365,8                                         | 7e           | 33,3 %            |
| Alphabet  | 257,6                                         | 17e          | 41,2 %            |
| Microsoft | 168,1                                         | 33e          | 17,5 %            |
| Meta      | 117,9                                         | 71e          | 37,2 %            |

### Bénéfices
En 2021, avec 243 milliards de dollars de bénéfices, Google, Apple, Facebook et Amazon disposent de moyens inédits pour poursuivre leur expansion. (Apple 94 milliards, Google 76 milliards, Facebook 39 milliards et Amazon 33 milliards). À titre de comparaison le bénéfice des entreprises du CAC 40 à la bourse de Paris(Euronext) se montent en estimation à 156 milliards de dollars.

## Influences

### Généralités
Les GAFAM ont énormément d'influence dans le monde occidental. Elle est plus limitée dans les pays autoritaires où les réseaux sont contrôlés par l’État et où ils contrôlent souvent leurs propres géants de l'internet comme Yandex pour la Russie ou les BATX pour la Chine, un pays où Apple et Microsoft sont toutefois présents en se pliant à la censure du gouvernement. Google, qui s'était retiré de Chine en 2010, envisage depuis 2017 un retour sur ce marché de plus de 770 millions d'internautes, avec une version censurée de son moteur de recherche.

### Un groupe d'influence

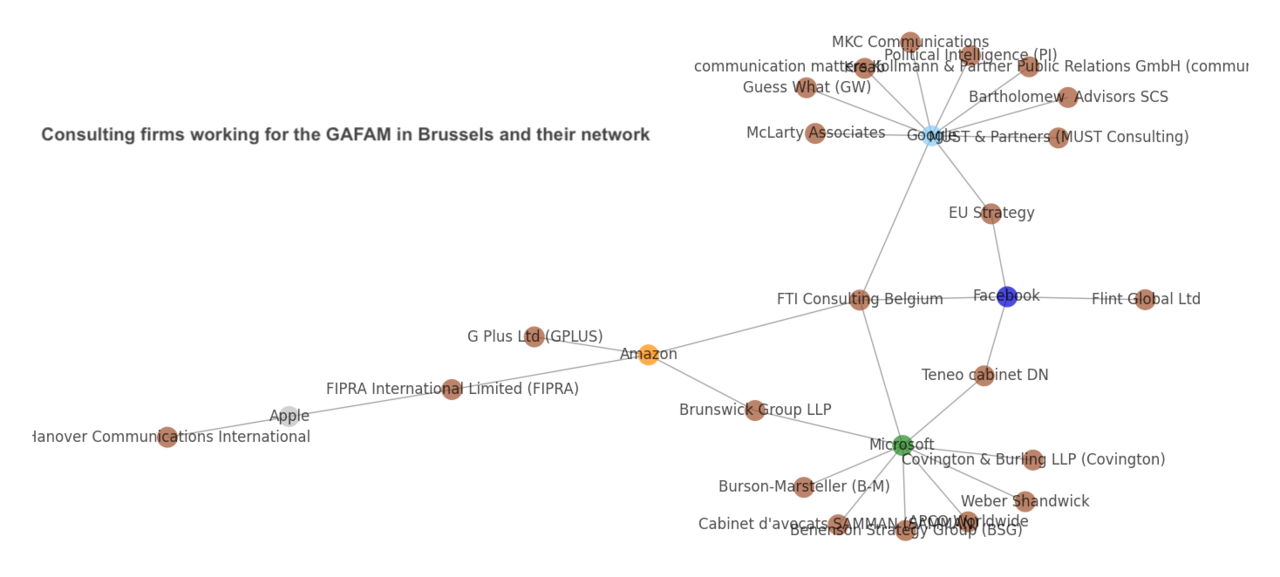
Réseau des consultants qui travaillent pour les GAFAM en Europe.

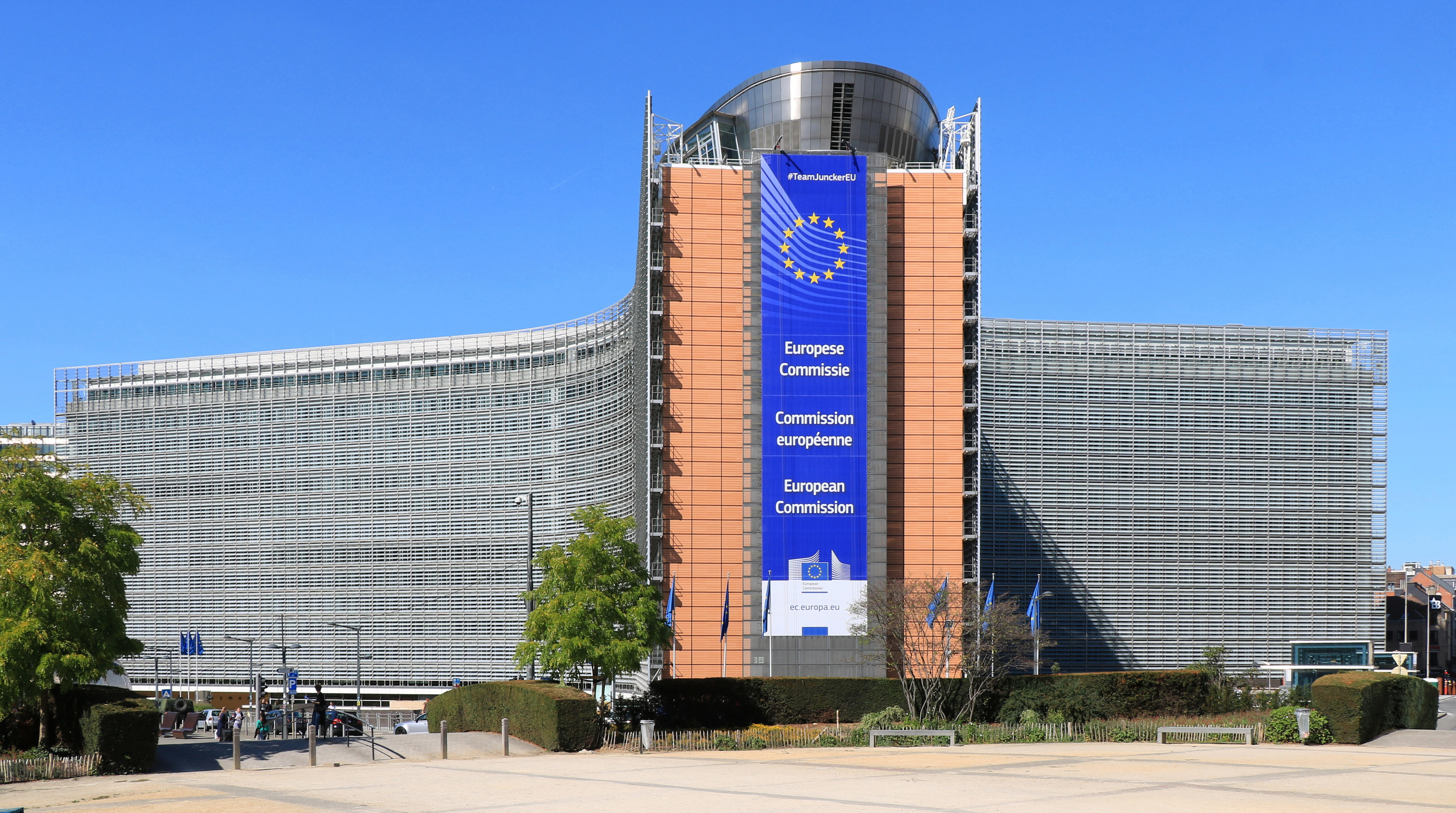
La Commission européenne, qui a imposé des sanctions à plusieurs GAFAM.

Les GAFAM constituent un groupe d'influence.
En 2017, les GAFAM dépensent ensemble la somme record de 50 millions de dollars en lobbying, en tant que groupes de pression, auprès du gouvernement américain (Google 18 millions ; Amazon près de 13 millions ; Facebook 11,5 millions et Apple 7 millions). Microsoft dépense 8,5 millions de dollars, une somme stable par rapport aux années précédentes mais portée à 9,5 millions de dollars en 2018, année où les dépenses en lobbying des cinq multinationales dépassent les 64 millions de dollars.
En Europe, Google et Microsoft sont parmi les entreprises américaines qui dépensent le plus en matière de lobbying auprès de la commission européenne. Ainsi, en date du 31 décembre 2019, Google déclare dépenser plus de huit millions d'euros et Microsoft plus de cinq millions d'euros. Afin d'influencer les institutions européennes, les GAFAM s'appuient sur un réseau d'agences de conseil spécialisées, des lobbistes et associations professionnelles parfois interconnectés (une agence pouvant avoir plusieurs GAFAM comme clients) et dont les services, selon le Corporate Europe Observatory, « vont du blanchiment d'image au verdissage, en passant par la création de groupes ad hoc pour servir les intérêts de leurs clients ».
Selon l'universitaire Shoshana Zuboff, dans son livre L'Âge du capitalisme de surveillance,

« Google et Facebook font du lobbying pour supprimer la protection de la vie privée en ligne, limiter les règlementations, affaiblir la législation améliorant la confidentialité et contrecarrer toute tentative de restreindre leurs pratiques parce que ces lois constituent des menaces existentielles »

La pratique de la porte tournante est courante entre les GAFAM et le monde politique. Ainsi, en Europe et aux États-Unis, plusieurs hauts fonctionnaires qui ont servi sous différentes administrations ont rejoint les rangs de l'une ou l'autre des entreprises : Facebook a embauché Louisa Terrell, assistante du président Obama pour les affaires législatives, Sheryl Sandberg ancienne employée de Google et qui a travaillé au département du Trésor, Erskine Bowles, ancien chef de cabinet du président Bill Clinton, Joe Lockhart (en), ancien porte-parole du même président à la Maison-Blanche, ou encore Joel Kaplan et Ted Ulloyt, respectivement ancien assistant et ancien conseiller du président George W. Bush. En Europe, la députée européenne Erika Mann devient lobbyiste en chef pour Facebook avant d'être remplacé par Thomas Myrup Kristensen qui travaillait pour le ministère danois de la Science, de la Technologie et de l'Innovation.
En 2016, l'association Campaign for Accountability (en) montre qu'en une dizaine d'années, il y a plus de 250 mouvements de portes tournantes entre Google et des membres de gouvernements américains. Durant la même période, la multinationale recrute plus de 65 anciens hauts fonctionnaires de l'Union Européenne alors que 15 employés de Google sont nommés à des postes gouvernementaux. En 2011, alors que la Commission européenne débute une enquête sur Google portant sur des infractions présumées des règles de concurrences, 18 mouvements de portes tournantes sont recensés entre l'entreprise et des fonctionnaires européens, soit plus du double que l'année précédente. Similairement, aux États-Unis, alors que les autorités de régulation commencent à soulever des questions sur les pratiques des grandes plateformes au sujet de la concurrence et du respect de la vie privée, Google, Facebook et Apple intensifient leurs recrutements auprès de fonctionnaires de différentes administrations.
À la fin des années 2010, les grandes entreprises de la Silicon Valley et notamment Amazon, exercent des pressions sur le Pentagone pour qu'il abandonne ses 2 215 centres de données afin de les remplacer par un seul service d'informatique en nuage, la Joint Enterprise Defense Infrastructure (en) (JEDI) représentant un contrat de 10 milliards de dollars sur dix ans. Lorsque des employés du département de la Défense font en sorte que le président d'Amazon, Jeff Bezos, soit assermenté pour le Defense Innovation Advisory Board (en), un conseil consultatif influent du Pentagone et alors que le secrétaire à la Défense James Mattis s'apprête à lui faire prêter serment, Roma Laster, employée du Pentagone chargée de la surveillance des conflits d'intérêts, envoie un avertissement urgent au chef de cabinet de Mattis : contrairement aux règles, Jeff Bezos n'a jamais fait l'objet des vérifications requises pour obtenir une habilitation de sécurité (antécédents, absence de conflits d'intérêts ou possibilité d'être victimes de chantage). De plus, l'appel d'offres concernant JEDI est lancé seulement après que James Mattis embauche Sally Donnelly en tant que conseillère principale alors qu'elle était auparavant consultante pour Amazon. L'appel d'offres contient un bon nombre de stipulations techniques que seul Amazon peut respecter. Laster qui questionne aussi la proximité de Eric Schmidt avec le Pentagone et certains passe-droits dont il semble jouir, est écartée de ses fonctions (l'ex-président exécutif de Alphabet, la maison mère de Google, est depuis 2016, président du Defense Innovation Advisory Board, le conseil consultatif que Jeff Bezos tentait de rejoindre). Dans le grief déposé à la suite de sa mise à l'écart, Roma Laster affirme que Schmidt l'a menacé de passer par-dessus sa tête pour joindre James Mattis, qu'on lui a dit de se retirer et de ne plus jamais lui parler.
En France, le Directeur du numérique pour l’éducation, Mathieu Jeandron, qui avait suscité une polémique en encourageant les cadres de l'éducation nationale à utiliser les services des GAFAM et qui était également en poste lorsque le ministère de l’Éducation nationale avait signé un accord de 13 millions d'euros sans appel d'offres avec Microsoft, est recruté par Amazon en 2018, avec des réserves de la commission de déontologie. Laurent Solly, ancien chef de cabinet de Nicolas Sarkozy, est vice-président France et Europe du Sud de Facebook,.
Toujours en France, à la fin de l'année 2022, l'observatoire des multinationales publie un rapport décrivant les méthodes d'influences et les différents moyens de pressions exercés dans le pays par les GAFAM : dépenses de lobbying multipliés par trois en quatre ans, opacité sur les rencontres entre les représentants politiques et les GAFAM, recrutement de dizaines d’anciens hauts fonctionnaires et responsables d’autorités de régulation ou encore le développement de partenariats avec des groupes de réflexion, de grandes écoles et des médias.

### Politique et démocratie
Selon Joseph E. Stiglitz,

« Il faudra prendre des mesures pour dompter les réseaux sociaux, pour nous protéger des atteintes à la vie privée, de la manipulation politique et de l'exploitation de marché, pour mettre en place une supervision judiciaire et parlementaire, avec participation de la société civile, pour avoir un régime de réglementation efficace qui soutiendra l'innovation. Ces décisions risquent d'être des questions de vie ou de mort pour notre démocratie et notre société dans les années qui viennent. »

La masse d'informations personnelle collectée par ces entreprises et leur position dominante peut permettre d'influer sur la politique d'un pays comme dans le cas du scandale Facebook-Cambridge Analytica ou sur les résultats de recherche dans le cas de Google qui peut déclasser des sites jugés négativement notamment par le ministère de la défense des États-Unis (sites socialistes, pacifistes, proches de la Russie ou journal d'enquête tel que The Intercept).
Lors d'une allocution au Forum économique mondial de janvier 2018, George Soros dénonce Google et Facebook qui, en exploitant l'environnement social, représentent « une menace pour la démocratie ». Selon Soros, si les géants du Web choisissent de collaborer avec les États, on pourrait « aboutir à un réseau de contrôle totalitaire que Aldous Huxley ou George Orwell n'auraient même pas imaginé ».
Pour Noam Chomsky, la surveillance et l’énorme quantité de données personnelles captées par Google et les autres multinationales leur permettront de façonner la manière de présenter l’information. Aux États-Unis et en Europe, Facebook finance les grands médias (directement ou par la création de studios) afin qu’ils produisent du contenu spécifiquement formatés ou exclusifs pour le réseau social, faisant craindre que la presse devienne dépendante des conditions imposées par les GAFAM et que la pluralité en soit affectée (les médias de moindre envergure devenant moins visibles),,. Le pluralisme est également menacé par la façon dont les plateformes appréhendent les contenus. Pour Google, un des critères étant que plus un site en produit, plus il est mis en valeur dans le moteur de recherche, ce qui pousse les rédactions à favoriser la reprise de communiqués de presse au détriment du reportage ; alors que pour Facebook, le contenu est moins important que sa capacité à agir sur l'affect (par exemple, le fait divers) et donc à générer des partages ou des J'aime.
Selon le professeur de droit Frank Pasquale, la plupart des GAFAM remplacent « la logique de la souveraineté territoriale par une souveraineté fonctionnelle » où la société est de moins en moins guidée par la démocratie mais de plus en plus par les entreprises privées. Aux États-Unis, lorsque Amazon cherche un lieu pour implanter son second siège social, plusieurs municipalités n’hésitent pas à proposer de transférer une part de leur pouvoir afin d’attirer la multinationale. Ainsi Chicago propose qu'Amazon empoche directement 1,32 milliard de dollars d'impôts sur le revenu payés par ses propres travailleurs, Chula Vista en Californie offre gratuitement un terrain de plus de 34 ha d'une valeur de cent millions de dollars en plus d'une exonération de taxes foncières durant 30 ans, la ville de Boston propose la mise en place d'un groupe d'employés municipaux travaillant pour le compte de l'entreprise ainsi qu'un « responsable des relations avec la collectivité » et enfin, le plus emblématique en matière de perte de souveraineté est la proposition de Fresno en Californie qui offre à Amazon le pouvoir de décider la façon dont ses impôts seront dépensés.
En novembre 2019, Amnesty International publie un rapport dénonçant le pouvoir qu'exercent Google et Facebook sur leurs utilisateurs. Selon l'organisation, même si d'autres entreprises comme Apple, Amazon et Microsoft ont elles aussi beaucoup de pouvoir dans certains secteurs, les plateformes de Google et de Facebook sont devenues un nouvel espace public mondial presque incontournable pour communiquer et échanger. Amnesty International souligne que la collecte disproportionnée de données personnelles est incompatible avec le droit à la vie privée ; la perte de ce dernier portant atteinte à d'autres droits : la liberté d'expression, la liberté d'opinion, la liberté de pensée ainsi que le droit à la non-discrimination. L'organisation estime que le modèle économique de Google et Facebook, basé sur la surveillance, est devenu le modèle d'Internet pour de nombreuses entreprises technologiques et se « fraie un chemin dans nos maisons, sur nos lieux de travail et dans nos rues à travers l’"Internet des objets" ». Ce rapport, qui intègre les réponses et points de vue des deux multinationales, énonce plusieurs recommandations aux gouvernements dont, par exemple, légiférer afin d'interdire aux entreprises de lier l'utilisation de leurs services à la collecte de données personnelles ou encore de faire en sorte que ces entreprises soient tenues juridiquement responsables des atteintes aux droits humains provoqués par leurs systèmes,.
Selon Bruno Schröder, directeur technologique de Microsoft en Belgique et au Luxembourg, les algorithmes des GAFAM induisent involontairement une influence sur le monde politique en privilégiant « le probable » (par l'accumulation de données) plutôt que « le possible » (les données ne pouvant présumer ou orienter l'avenir). De plus, toujours selon Bruno Schröder, les mobilisations comme le mouvement MeToo, Black Lives Matter, les Gilets jaunes ou encore le Printemps arabe ne pourraient pas se manifester sans la technologie des GAFAM puisque le relais traditionnel représenté par les partis politiques ne fonctionne plus. En prenant conscience de leur pouvoir, les GAFAM sont donc conduits à prendre des mesures éthiques, comme Facebook qui s'engage à lutter contre les fausses nouvelles.
En 2017, le Danemark nomme un ambassadeur auprès des GAFAM.

## Relations sociales
Les employés GAFAM peuvent exercer une influence sur la politique de leur entreprise.

### Pétitions
En 2018, Google a fait part de son intention de ne pas renouveler l'année suivante un contrat avec le département de la Défense des États-Unis dans le cadre d'un projet d'Intelligence Artificielle (IA) destinée aux drones de combat, alors qu'une douzaine d'employés mécontents du lien entre leur employeur et les militaires démissionnent et qu'une pétition signée par 4 000 personnes circule au sein de l'entreprise, demandant que cesse le projet. Dans une tentative d'étouffer les voix dissidentes, la vice-présidente pour l'activité cloud de Google, Diane Greene, affirme lors d'une réunion publique, qu'il s'agit d'un contrat mineur de seulement 9 millions de dollars ; or, des courriels internes révélés par The Intercept montrent que l'entreprise s'attendait à ce que les revenus liés au projet passent de 15 à 250 millions de dollars par an et par ailleurs, Fei-Fei Li (scientifique en chef du département Intelligence Artificielle de Google) s'inquiète de « ce qui se passerait si les médias commençaient à reprendre un thème selon lequel Google construit secrètement des armes d'IA ou des technologies d'IA pour permettre à l'industrie de la défense de se doter d'armes ».

### Lettre ouverte
La même année, un autre projet de Google suscite également le mécontentement en interne lorsque l'entreprise annonce vouloir investir sur le marché chinois avec une version censurée de son moteur de recherche. Une lettre ouverte est alors signée par 1 400 employés qui réclament plus de transparence et d'information au sujet du projet afin de pouvoir prendre des décisions éthiques concernant leur travail et leur emploi au sein de Google.
Le 19 juin 2018, dans une lettre ouverte publiée en interne et dans le New York Times, 300 employés de Microsoft font part de leur mécontentement à Satya Nadella après que l'entreprise, via un post de blog, s'est honorée d'avoir l'ICE en tant que client qui utilise sa plateforme Azure (notamment afin de faciliter la reconnaissance faciale des immigrants). Dans le contexte polémique de la politique d'immigration de Donald Trump, les employés disent refuser « d'être complices » d'une « agence qui a fait la preuve d’une volonté répétée à promulguer des règles cruelles et inhumaines. ». Le 21 juin, une centaine de programmeurs de GitHub (acheté par Microsoft) menacent de ne plus utiliser la plateforme de gestion de développement si Microsoft ne rompt pas sa collaboration avec l'agence de l'immigration.

### Syndicat
Dans ce contexte, un groupe d'employés de Google crée le 4 janvier 2021 ce qui est probablement le tout premier syndicat à la Silicon Valley. Selon les fondateurs, son but n'est pas uniquement de défendre les salaires et les conditions de travail mais doit soulever également les questions et enjeux éthiques.
En février 2021, Amazon tente de dissuader ses employés de rejoindre un syndicat professionnel "Retail, Wholesale and Department Store Union" (RWDSU) en Alabama (États-Unis). 5 800 employés sont appelés à voter en faveur ou non de la syndicalisation. Ils pourraient devenir les premiers employés d’Amazon, aux États-Unis, à se syndiquer. En avril 2021, le scrutin marque la défaite des partisans de la syndicalisation et la victoire d'Amazon qui avait fait campagne contre ce mouvement.

## Critiques et controverses

### Concurrence
En matière de concurrence, les GAFAM ont le pouvoir de racheter toutes les entreprises innovantes montantes et ainsi empêcher toute concurrence de les détrôner (puisque la concurrence devient alors une filiale), ayant réalisé 700 acquisitions en une douzaine d’années.
Cette situation est souvent dénoncée par l'Union Européenne, notamment par sa commissaire à la Concurrence Margrethe Vestagerqui inflige deux amendes à Google pour abus de position dominante. La première, en juin 2017 et d'un montant de 2,42 milliards d'euros, vise à condamner la manipulation par Google des résultats de son moteur de recherche qui favorise son propre produit, Google Shopping. En 2018, l'entreprise est condamnée à payer 4.34 milliards d'euros d'amende alors qu'elle oblige les fabricants des appareils Android à préinstaller son navigateur Chrome et à faire en sorte que les requêtes soient dirigées vers celui-ci. Google est aussi condamné pour payer les fabricants et les opérateurs afin que ceux-ci préinstallent le moteur de recherche Google sur leurs appareils. L'entreprise a fait appel des deux condamnations.
En juillet 2018, un ingénieur de Mozilla démontre que Google Chrome est privilégié sur YouTube alors que le chargement complet des pages de la nouvelle interface du site appartenant à Google est cinq fois plus lente avec Firefox et Microsoft Edge qu'avec le navigateur de Google.
En décembre 2019, en Turquie, à la suite d'une plainte de Yandex, Google est passible d’une amende (0,05 % de ses revenus annuels par jour de retard) en refusant d’ouvrir Android à la concurrence ; en particulier en ce qui concerne le choix du moteur de recherche par défaut. En réponse, Google annonce qu’il ne renouvellera pas les licences accordées aux constructeurs de téléphones intelligents pour le marché turc, ce qui implique que (sauf nouvel accord avec l’Autorité de la concurrence) les acheteurs de futurs appareils mobiles ne pourront plus utiliser les applications et les services de Google.
Dès la création d'Amazon, Jeff Bezos indique que le modèle d'affaire de son entreprise n'est pas la recherche de profits et d'une rentabilité importante mais s'oriente plutôt vers l'expansion à grande échelle afin de devenir une plateforme indispensable. Ainsi, bien qu'enregistrant régulièrement des pertes ou une rentabilité anémique, Amazon en vient à capter 46 % des achats en ligne et investit également de nombreux secteurs : marketing, logistique, services de paiement, édition de livres, production de films, hébergement de services informatiques, etc. En contrôlant toutes ces infrastructures, l'entreprise obtient donc un grand avantage sur ses concurrents puisque ceux-ci deviennent dépendants de ses services, compromettant par ailleurs l'émergence d'acteurs qui pourraient défier sa position dominante. Durant l'été 2019, la Commission européenne lance une enquête visant à déterminer si, sur sa plateforme de commerce en ligne, Amazon profite de façon abusive des données de ses vendeurs tiers afin d'orienter ses propres offres commerciales à son avantage. En septembre de la même année, l'entreprise est condamnée par le tribunal de commerce de Paris à une amende de quatre millions d'euros et à modifier sept clauses du contrat liant Amazon aux vendeurs tiers de sa place de marché. Les clauses jugées déséquilibrées en défaveur des vendeurs sont par exemple la possibilité par Amazon de modifier ou résilier un contrat sans préavis, d'interdire ou restreindre l'accès à sa plateforme de vente ou encore d'imposer des limites aux vendeurs en fonction de facteurs de performance peu explicités. En avril 2021, aux États-Unis des milliers de patrons de PME ont décidé de s’allier pour dénoncer les pratiques anti-concurrentielles d’Amazon. Selon Stacy Mitchell, co-directice d’une organisation non gouvernementale qui défend les communautés et organisations locales (Institute for Local Self-Reliance).« Il y a cinq ans, Amazon prélevait en moyenne 19 % des recettes des commerçants. Maintenant c’est 30% ». En décembre 2021, l'Italie inflige une amende de 1,13 milliard d'Euros à Amazon pour abus de position dominante pour avoir discriminé des vendeurs qui n’avaient pas eu recours à son service logistique.
En 2018, lors de l'audition de Mark Zuckerberg devant le Congrès américain dans le cadre du scandale Cambridge Analytica, le sénateur Lindsey Graham soulève la question du monopole de Facebook en ces termes : « Si je suis lassé de Facebook, à quel réseau social équivalent puis-je m'inscrire ? Je parle de vos vrais compétiteurs. Vous ne pensez pas que vous avez le monopole ? ». Mark Zuckerberg répondra qu'il n'a « certainement pas cette impression ».
Aux États-Unis en septembre 2019, alors que cinquante États amorcent une enquête anticoncurrentielle sur les pratiques commerciales de Google dans le domaine de la publicité, presque au même moment, Facebook est lui aussi mis sous enquête par une petite dizaine d'États, rejoints plus tard par la quasi-totalité des États et visant à déterminer, selon la procureure de l'État de New York, Letitia James « si les actions de Facebook ont étouffé la concurrence et mis les utilisateurs en danger »,.
En France, l'autorité de la concurrence perquisitionne le siège social d'Apple en juin 2013 à la suite d'une plainte pour abus de position dominante de eBizcuss, un revendeur de produits Apple (« Apple Premium Reseller »), alors en liquidation judiciaire et qui reproche à Apple de favoriser l'approvisionnement de ses propres magasins « Apple Stores » lors de la mise en marché de nouveaux produits. En 2017, une dizaine d'entreprises, dont Spotify et Deezer, écrivent à la Commission européenne pour dénoncer les pratiques anticoncurrentielles d'Apple et Google qui prennent la forme de

« restriction de l'accès aux données ou de l'interaction avec les consommateurs, aux classements et aux résultats de recherche biaisés en passant par le manque de clarté, des termes et des conditions déséquilibrés et la préférence de leurs services intégrés verticalement. »

Concernant Microsoft, dès les années 1990, l'histoire de la multinationale est entachée de poursuites judiciaires à son encontre pour abus de position dominante et pratiques anticoncurrentielles, au point que l'entreprise frôle le démantèlement dans les années 2000. Plusieurs États américains, le département de la Justice des États-Unis, des concurrents potentiels et plus tard la Commission européenne, reprochent à Microsoft d'imposer Windows aux fabricants d'ordinateurs ainsi que de lier l'utilisation du système d'exploitation à ses propres logiciels maison comme le Lecteur Windows Media et le navigateur Web. Dans ce contexte, la Commission européenne inflige en 2004 une amende de plus de 497 millions d'euros à Microsoft, entre autres pour vente liée. En 2013, l'entreprise est de nouveau condamnée en Europe à une amende, cette fois de 561 millions d'euros, pour avoir retiré de Windows 7 l'écran de sélection permettant de choisir un navigateur par défaut, éventuellement autre que celui de Microsoft.

### Critiques d'actionnaires
Amazon est également critiqué par un groupe d'actionnaires qui s'inquiète de l'utilisation de Rekognition, un logiciel de reconnaissance faciale, par les forces de police américaine. Dans une lettre ouverte adressée à Jeff Bezos, les actionnaires font part de leur inquiétude que « cette technologie puisse être utilisée pour cibler et surveiller injustement et de façon disproportionnée les personnes de couleur, les immigrants et les organisations de la société civile ». 70 organisations dont l'Union américaine pour les libertés civiles soutiennent le groupe d'actionnaires et envoient à leur tour une lettre au fondateur de Amazon, accompagné d'une pétition signée par près de 60 000 personnes.

### Fiscalité

#### Optimisation fiscale
Les GAFAM, comme toutes les entreprises du secteur numérique, peuvent avoir beaucoup de clients par rapport au nombre d'employés. Cela leur permet de dégager des bénéfices conséquents. De plus, en tant que multinationales, elles ont les moyens légaux d'échapper quasiment totalement à l’impôt sur les bénéfices en pratiquant l'optimisation fiscale qui consiste à rapatrier les bénéfices dans les pays fiscalement avantageux. Ces deux phénomènes leur permettent ainsi d'engendrer des profits considérables. Selon un rapport de Moody's parue en 2017, Apple possède 231 milliards de dollars placés dans les paradis fiscaux, Microsoft environ 130 milliards et Alphabet 51 milliards. Selon BFMTV, en 2017, Google a payé 14 millions d'euros d'impôts en France, Apple 19 millions, Amazon 8 millions (sur son activité logistique) et Facebook 1.9 million.
Selon une étude réalisée par Oxfam America et portant sur l'évasion fiscale des plus grandes entreprises américaine entre 2008 et 2014 ; Apple, Microsoft, IBM, Cisco et Google ont transféré plus de 450 milliards de dollars dans les paradis fiscaux, dont 181 milliards concernent Apple uniquement[réf. souhaitée].

#### Google
En 2016 et après six ans d'enquête, Google verse plus de 171 millions d'euros au fisc britannique dans le cadre d'un accord visant à clore une enquête sur des arriérés d'impôt s'étendant sur une décennie. L'année suivante, dans le même contexte, l'entreprise règle plus de 300 millions d'euros au fisc italien. En France, Google est accusé de fraude fiscale aggravée et en mai 2016, le parquet national financier perquisitionne les bureaux parisiens de l'entreprise alors que le fisc lui réclame plus d'un milliard d'euros. Finalement, sur la base d'un flou juridique relatif à la notion « d' établissement stable », le tribunal administratif de Paris donne raison à Google qui n'a donc pas à payer les arriérés réclamés. En 2016, Alphabet (la maison mère de Google) transfère 15.9 milliards d'euros des Pays-Bas aux Bermudes.

#### Apple
En 2016, Apple est condamné à rembourser 13 milliards d'euros à l'Irlande, alors que durant plus de dix ans, ce pays a taxé l'entreprise à des taux situés entre 0,005 % et 1 % de son bénéfice, ce qui représente une aide fiscale d'État selon la Commission européenne alors que le taux moyen dans l'Union est de 21 %. En 2018, selon un rapport de la gauche alternative au Parlement européen, non seulement l'Irlande n'a pas mis fin aux pratiques de contournement fiscal d'Apple, mais l'entreprise continue de bénéficier de taux d'imposition très avantageux sur l'ensemble du territoire de l'Union européenne.

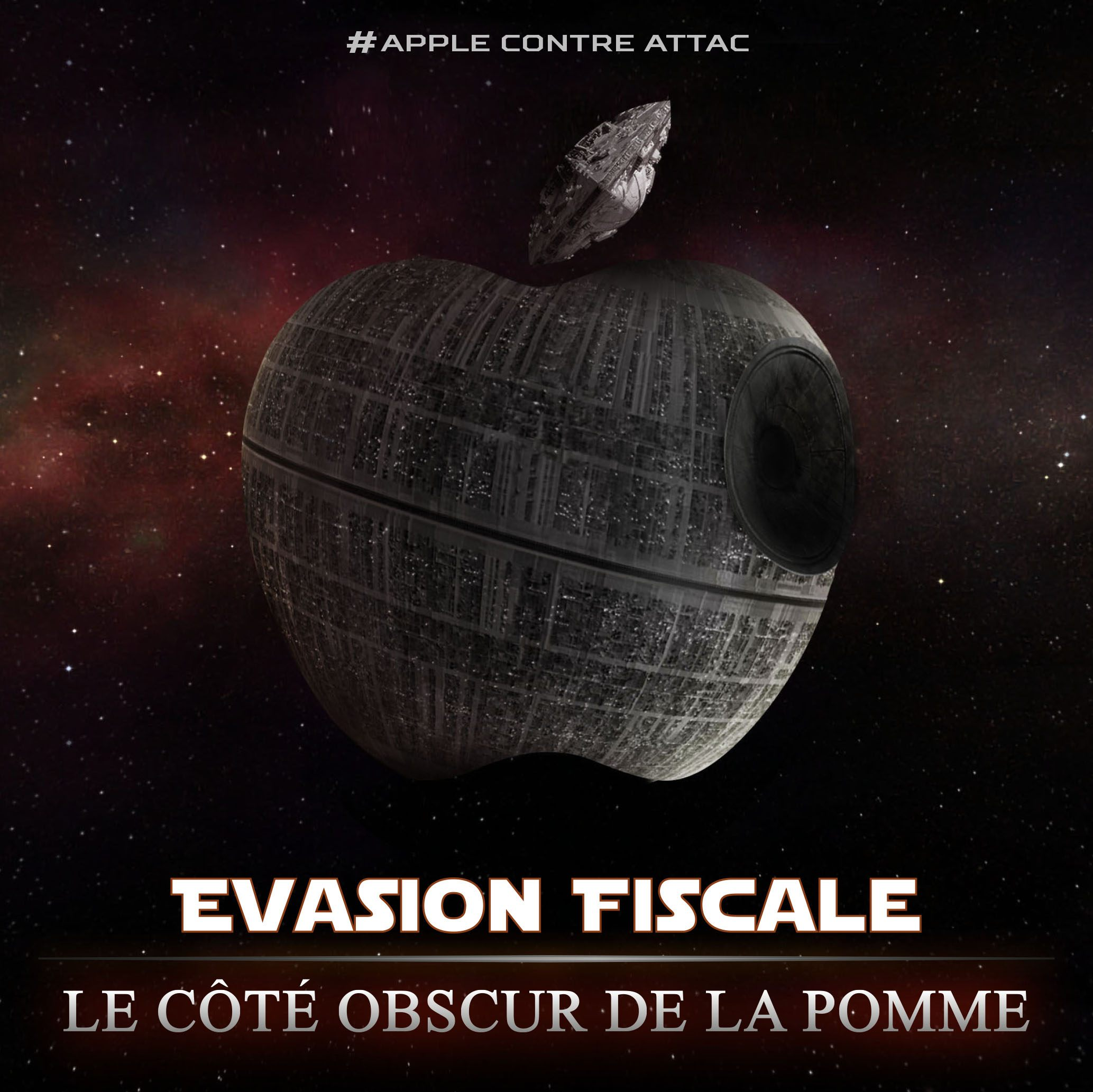
Visuel de l'association ATTAC représentant le logo de Apple en Étoile de la mort afin de dénoncer l'évasion fiscale pratiquée par l'entreprise américaine.

En décembre 2017, Apple assigne en justice l'association ATTAC qui a manifesté pacifiquement dans un de ses magasins à Paris afin de dénoncer l'évasion fiscale pratiquée par l'entreprise. Apple est débouté de sa demande par le tribunal de grande instance et doit verser 2 000 euros à ATTAC au titre des frais judiciaires.
Une réforme fiscale adoptée aux États-Unis en 2017 permet aux entreprises américaines de payer un impôt allégé lorsqu'elle rapatrie leur trésorerie dans le pays, ce que fera Apple qui devra au passage s'acquitter d'un impôt de 38 milliards de dollars (le montant de la somme rapatriée n'est pas divulguée).
Le 5 février 2019, le fisc français et Apple trouvent un compromis pour un arriéré d'impôts dû sur la période 2007-2008. Les deux parties ont négocié un accord à hauteur de 500 millions d'euros.

#### Facebook
En 2012, près de 700 millions de dollars de ses recettes réalisées en dehors des États-Unis sont transférées aux Îles Caïmans.
En 2016, l'administration fiscale américaine, qui soupçonne Facebook de fraude fiscale, assigne l'entreprise en justice afin de la forcer à transmettre des documents pouvant servir à établir le montant d'un éventuel redressement estimé de 3 à 5 milliards de dollars. L'année suivante, Facebook promet à l'avenir d'être plus transparent et déclarer, à l'horizon 2019, certains de ses revenus là où ils sont effectivement engendrés et non pas uniquement en Irlande où le taux d'imposition des entreprises est de 12,5 % (contre par exemple plus de 33 % en France).
En 2017, Facebook a payé 1.9 million d'euros d'impôts en France, en vertu d'un chiffre d'affaires déclaré de près de 56 millions d'euros. Or, selon le magazine L'Express, si l'activité réalisée en France était facturée dans le pays et non pas depuis l'Irlande, le chiffre d'affaires réel du réseau social serait d'environ 800 millions d'euros et il devrait s'acquitter de 120 millions d'euros d'impôts.

#### Amazon
En 2012, le fisc français réclame à l'entreprise 198 millions d'euros en arriérés et pénalités pour avoir déclaré à l'étranger des revenus réalisés en France ; un contentieux réglé en 2018 par une entente à l'amiable et dont le montant restera secret alors qu'en Italie, et dans un contexte similaire, Amazon débourse 100 millions d'euros. Entre 2006 et 2014, Amazon bénéficie d'un accord passé avec le Luxembourg qui lui permet d'échapper en grande partie à l'impôt sur les sociétés en Europe ; accord jugé illégal par la commissaire européenne à la concurrence qui somme l'entreprise de reverser 250 millions d'euros au grand-duché. À la fin 2014, le scandale LuxLeaks incite le Luxembourg à ne pas renouveler l'accord et de son côté, Amazon crée des filiales dans chaque pays où elle opère, afin de régler ses impôts effectivement là où elle réalise ses bénéfices,. Cependant, selon un rapport du Syndex, la succursale française a payé, pour 2015, moins de deux millions d’euros d’impôts sur les bénéfices alors que son chiffre d'affaires atteint le milliard d'euros et que les 252 millions d’euros que l'entreprise déduit au titre des services extérieurs représentent l’équivalent de sa marge commerciale.
En novembre 2019, un rapport publié par ATTAC France, Les Amis de la Terre et l’Union syndicale Solidaires souligne qu'Amazon dissimulerait 57 % de son chiffre d’affaires au fisc français et qu'aux États-Unis, pour chaque emploi créé par la multinationale, deux disparaîtraient ailleurs (par exemple dans les librairies locales).

#### Microsoft
Fin 2014, Microsoft règle en France un redressement fiscal de plus de 72,4 millions d'euros, dont 16,4 millions dans le cadre d'un accord à l'amiable avec l'administration fiscale. L'entreprise facture ses prestations depuis son siège européen situé en Irlande, pays au taux d'imposition avantageux, même si ses services sont rendus dans un pays tiers par ce que Microsoft considère alors comme une simple filiale faisant office d'agent commercial. Or ce montage n'est pas considéré comme valable par l'administration fiscale française et en 2017, celle-ci réclame 600 millions d'euros à Microsoft France au titre de l'impôt dû dans le cadre de ses activités de vente d'espaces publicitaires dans son moteur de recherche Bing.

### Taxe sur les services numériques
L'Union européenne estime que les GAFAM paient moins de la moitié de l'impôt versé par les entreprises dites « classiques » alors qu'elles engrangent des revenus considérables. Plusieurs pays européens ont des projets visant à imposer le bénéfice ou le chiffre d'affaires des GAFAM là où elle le réalise ; dont la Grande-Bretagne qui prévoit la mise en œuvre en 2020 d'une imposition des grandes entreprises du numérique à hauteur de 2 % de leur chiffre d'affaires,.
Le ministre de l'Économie et des Finances français, Bruno Le Maire, propose qu'une taxe de 3 % soit imputée sur le chiffre d'affaires des GAFAM en Europe et non pas sur les bénéfices ; une proposition refusée par plusieurs pays européens qui soulignent le caractère injuste d'une taxation sur le chiffre d'affaires. Le 6 décembre 2018, Bruno Le Maire affirme que même en l'absence d'accord européen, la France introduira une taxe au niveau national dès le 1er janvier 2019 pour un montant évalué à 500 millions d'euros,. Cependant, cette future taxe n'est pas si évidente à mettre en place d'un point de vue légal et fiscal et ne devrait donc pas voir le jour avant au moins le printemps 2019.
Le 19 janvier 2019, Bruno Le Maire se dit "confiant" quant à l'introduction d'une taxe au niveau européen à partir de la fin du mois de mars 2019. La taxe souhaitée par la France prévoit de toucher toutes les entreprises numériques ayant un chiffre d'affaires mondial supérieur à 750 millions d'euros et supérieur à 25 millions d'euros en France. Le 18 janvier 2019, le gouvernement espagnol adopte lui aussi un projet de loi en faveur d'une taxe à 3 % sur certains services numériques (publicité et revente des données) générés par les GAFAM. Cette taxe doit être validée par le parlement mais elle concernerait, comme en France, les entreprises numériques ayant un chiffre d'affaires mondial supérieur à 750 millions d'euros et celles dont le chiffre d'affaires en Espagne est supérieur à 3 millions d'euros. Le gouvernement espagnol espère, avec cette mesure, plus de 1.2 milliard d'euros de recettes fiscales.
Le 29 janvier 2019, l'Organisation de coopération et de développement économiques (OCDE) annonce un accord entre 127 pays pour mettre en place une loi mondiale visant à taxer les GAFAM. Cette loi entrerait en vigueur en 2020 et constitue une réelle avancée car les pays concernés représentent 90 % de l'économie mondiale. Sous la pression de l'opinion publique, ces gouvernements souhaitent taxer les GAFAM au sein des pays où leurs activités génèrent de gros profits mais où elles ne paient pas d'impôts, faute d'héberger les sièges sociaux. Si le texte est adopté, il se substituera aux mesures nationales isolées mises en place ou en projet dans des pays comme le Royaume-Uni, la France ou l'Espagne. Le texte pourrait avoir un impact sur d'autres entreprises qui ne font pas partie des GAFAM, particulièrement les grosses multinationales qui réalisent des bénéfices pour leurs activités immatérielles.
Le 12 mars 2019, Pierre Moscovici, commissaire européen, dénonce « le comportement agressif des États-Unis qui menacent de saisir l'Organisation mondiale du commerce afin de contrer la volonté de la France et d'autres pays de l'Union européenne de vouloir taxer les GAFAM ». Il ajoute que « la France et d'autres pays sont tout à fait légitimes pour décider qu'il existe une taxation nationale de l'activité numérique. Ce n'est pas anti-américain, ce n'est pas protectionniste. C'est juste une question d'équité ». Le projet de loi est adopté en commission mixte paritaire le 26 juin 2019.
Début juillet 2019, le président des États-Unis Donald Trump s'insurge contre le projet de la France et de l'Union européenne de taxer les GAFAM. Il menace en retour de brandir des sanctions économiques contre les marchandises provenant des pays qui voteront une taxe contre les GAFAM en augmentant les tarifs douaniers à l'arrivée aux États-Unis. En réponse, le ministère de l'économie français fait savoir que le projet de taxe est maintenu : « Les pays sont fiscalement souverains. Donc pour nous, ce n’est pas adapté d’utiliser l’instrument commercial pour attaquer la souveraineté d’un État »,. Google, Amazon et Facebook font également part de leur mécontentement en jugeant cette taxe discriminatoire et dénoncent la double imposition qu'elle induit ainsi que son effet rétroactif.
Le 22 août 2019, Emmanuel Macron rappelle une nouvelle fois sa volonté de lutter contre les règles fiscales actuellement en vigueur pour les GAFAM, considérant qu'elles sont injustes : « C'est insoutenable, ce n'est pas juste économiquement », a lancé le président français qui a aussi ajouté : « je ne suis pas d'accord avec ce système, je pense qu'il n'est pas bon, y compris pour les travailleurs américains. ».
En novembre 2019, le gouvernement de la République tchèque adopte un projet de loi (qui doit être validé par le parlement) avec un niveau de taxe portée à 7 % du chiffre d'affaires et introduit également un autre critère, celui de la « portée des activités sur le plan local » définie en fonction du nombre de comptes utilisateurs déclaré dépassant le seuil des 200 000 inscrits. Le mois suivant, le parlement italien adopte une loi similaire à l'Espagne et à la France, devant entrer en vigueur au début de l'année 2020.
Pour Victor Fouquet de l'Institut Sapiens, un groupe de réflexion français, cette taxe appliquée sur le chiffre d'affaires pourrait représenter un impôt de 30 à 35 % des bénéfices de plus petites entreprises du numérique comme LeBonCoin ou BlaBlaCar, ce qui compromettra leurs capacités à se développer, renforçant ainsi l'oligopole formé par les GAFAM. Par ailleurs, le 1er octobre 2019, Amazon décide de répercuter la taxe sur les vendeurs français de sa place de marché en augmentant les frais de vente de 3 % auprès des vendeurs tiers sur amazon.fr. Ces derniers, afin de conserver leur marge, envisagent alors d'augmenter leurs prix, ce qui au bout du compte, aurait pour effet de faire payer la taxe GAFAM non pas à Amazon mais au consommateur final.
À la fin du mois de janvier 2020, face, entre autres, aux menaces de représailles américaines, aux critiques de la Cour des comptes et au manque de soutien des autres pays européens, la France annonce, dans ses discussions en particulier avec l'administration Trump, suspendre la taxe sur les revenus numériques 2020 pour son paiement jusqu'en décembre 2020, date à laquelle doivent aboutir les négociations de 137 pays discutant d'une possible taxe mondiale. Ce report pour l'acquittement de la taxe due au titre de 2020 à la fin de cette année est ensuite officialisé. Au titre de l'année 2019, le gouvernement français confirme par ailleurs fin janvier 2020 les premiers paiements des sommes dues par les acteurs concernés.
Les GAFAM semblent répercuter les taxes introduites par plusieurs pays au niveau national. En septembre 2020, Google répercute sur ses clients britanniques, turques et autrichiens la taxe sur le numérique mis en place dans ces pays, puis en mars 2021 pour ses clients espagnols et français. En 2019, Amazon avait été le premier, à reporter la taxe française sur les entreprises qui vendent leurs produits sur sa plate-forme. l'année suivante, Apple avait aussi intégré la taxe sur le numérique dans le calcul des revenus des développeurs français générés dans l’App Store.

### Atteintes à la vie privée
Le modèle d'affaire ou la stratégie de la plupart des GAFAM implique qu'ils collectent une masse considérable de données des internautes ou des utilisateurs de leurs produits, ce qui les place régulièrement sous le feu des critiques en matière de respect de la vie privée.
Ainsi, le 25 mai 2018, au jour même de l'entrée en vigueur du règlement général sur la protection des données, l'association autrichienne NOYB (none of your business) dépose quatre recours devant autant d'autorités européennes de contrôle : en Allemagne devant le Commissaire de Hambourg à la protection des données et à la liberté d'information (HmbDfDI) contre WhatsApp (Facebook), en Autriche à la DSB contre Facebook, en Belgique à l'APD contre Instagram (Facebook) et en France à la CNIL à l'encontre de Android (Google).

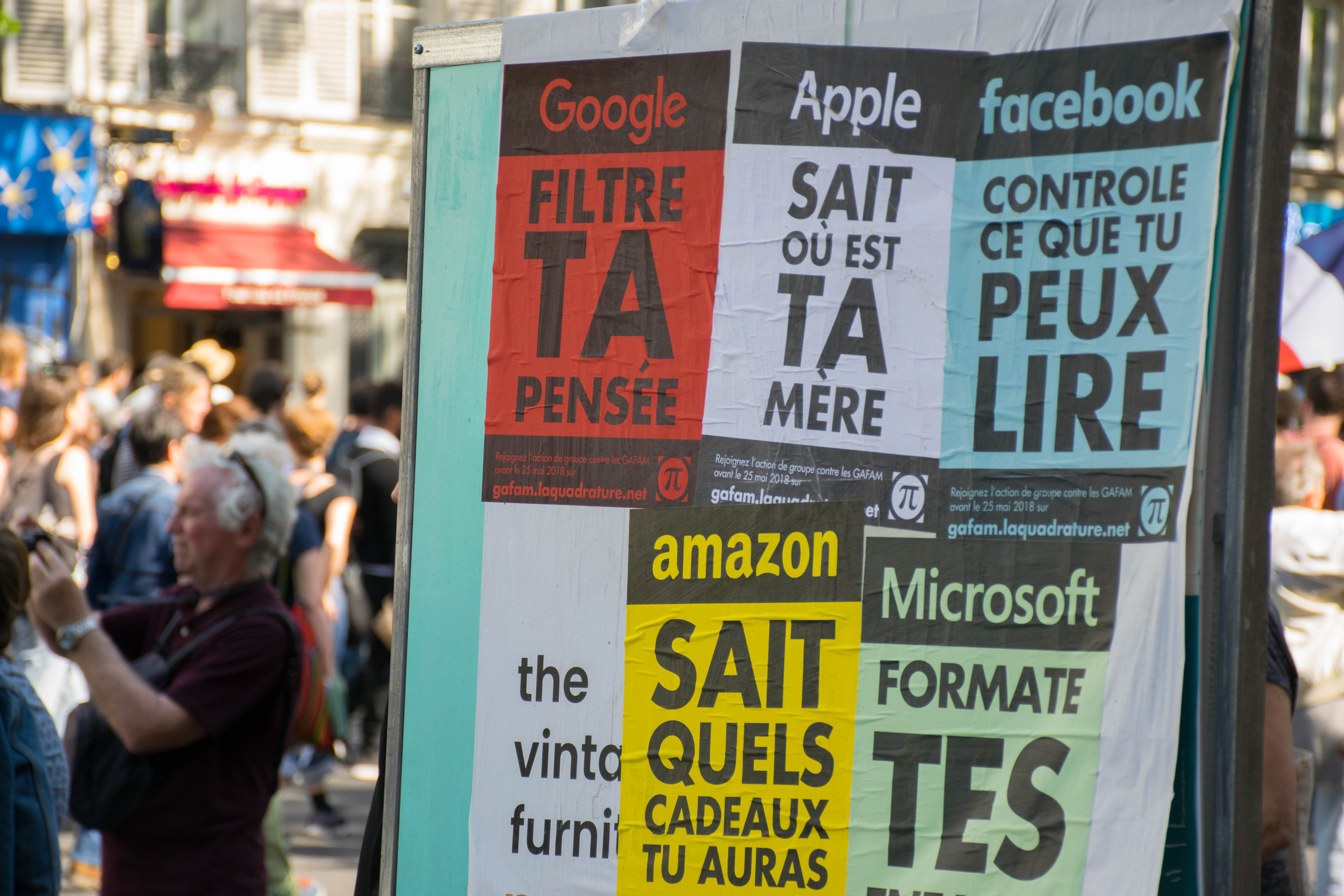
Affiches de La Quadrature du Net dans le cadre du recours collectif contre les GAFAM ou certains de leurs services.

Trois jours après et au nom de 12 000 personnes, l'association française La Quadrature du Net dépose à son tour une plainte portant sur sept services ou filiales des GAFAM (Google Search, YouTube et Gmail pour Google, iOS pour Apple, Facebook pour Facebook, Amazon et LinkedIn pour Microsoft) afin que les entreprises cessent le pistage publicitaire et l'analyse comportementale des internautes.
Les associations reprochent aux 5 entreprises de ne pas respecter le règlement européen, un point de vue partagé par une analyse du conseil norvégien des consommateurs.
En Californie, le « California Consumer Privacy Act » est un projet de loi lancé à partir de décembre 2017 et qui vise à interdire aux entreprises (quelles qu'elles soient) de vendre les données des internautes. De nombreuses entreprises s'opposent au projet et financent alors un mouvement destiné à le faire échouer : Google et Facebook versent 200 000 dollars chacun ; Amazon et Microsoft 195 000 dollars chacun. Empêtré dans le scandale Cambridge Analytica, Facebook se retire du mouvement d'opposition au projet de loi et Microsoft est taxé d'hypocrisie alors que l'entreprise soutient d'un côté le règlement européen de protection de la vie privée mais s'oppose à une loi de même nature en Californie.

### Emprise
Des anciens employés et des investisseurs dans les GAFAM dénoncent également la façon dont les produits sont conçus afin de les rendre indispensables et addictifs. Tristan Harris quitte son poste d'ingénieur chez Google afin de se consacrer à Time Well Spent, une organisation destinée à inciter les concepteurs à orienter le design de leurs produits de façon à redonner le pouvoir aux utilisateurs plutôt que de les soumettre à l'économie de l'attention et à l'anxiété de manquer quelque chose. Aux États-Unis, un groupe constitué d'anciens employés de Facebook et Google ont monté une campagne nommée « la vérité à propos de la technologie ». Dotée d'un budget de sept millions de dollars, l'initiative vise à sensibiliser les élèves, leurs parents et leurs professeurs à l'addiction aux nouvelles technologies. En plus de Tristan Harris, le collectif est notamment composé de :
- Lynn Fox, ancienne responsable de la communication de Google et Apple
- Dave Morin (en), co-créateur de Facebook Connect[Note 5]
- Justin Rosenstein (en), co-créateur du bouton j'aime
- Roger McNamee, un des premiers investisseur de Facebook
- Sandy Parakilas, ancienne responsable des opérations de Facebook

Selon Edward Snowden, le modèle d'affaire des GAFAM et notamment celui d'Amazon, de Google et de Facebook repose sur l'abus des utilisateurs. Pour le lanceur d'alerte, le problème réside dans le fait que tout est légal, qu'il s'agisse de Facebook ou de la NSA : « Nous avons rendu légal le fait d'abuser d'une personne, ou de ce qui est personnel. Nous avons établi un système qui rend la population vulnérable au profit des privilégiés ».

## Politiques publiques

### Possibilité de démantèlement
Plusieurs membres du personnel politique, ainsi que des économistes, ont témoigné d'une volonté de démanteler les GAFAM. Le débat émerge principalement à la fin des années 2010, où la position monopolistique des GAFAM est durablement installée dans le paysage économique. La situation est parfois comparée à celles de la Standard Oil au début du XXe siècle et de AT&T au début des années 1980.
Aux États-Unis, Elizabeth Warren propose, durant sa campagne en vue de l'élection présidentielle américaine de 2020, de démanteler les entreprises du numérique dont le chiffre d'affaires dépasse 25 milliards de dollars et de les empêcher d'acheter des entreprises si ces acquisitions étendent leurs pouvoirs à d'autres secteurs. Ainsi, le rachat par Google de Waze et de DoubleClick, qui ont étendu son emprise respectivement dans le secteur de la navigation GPS et du marché publicitaire, aurait été impossible. Ces critiques politiques sont soutenues par une analyse économique. L'économiste Joseph E. Stiglitz souligne que « les conséquences potentielles de pouvoir de marché que détiennent les nouveaux géants du numérique sont plus vastes et plus pernicieuses que tout ce qui a pu exister au début du XXe siècle ». Les critiques proviennent enfin de certains anciens acteurs des GAFAM. En mai 2019, par exemple, le cofondateur de Facebook Christopher Hughes appelle au démantèlement du réseau social, devenu selon lui un danger pour l'entrepreneuriat et la démocratie.
La possibilité de démantèlements fait toutefois débat. Certains experts estiment les démantèlements, par le passé, ont été à la fois longs et coûteux, et leurs conséquences ont été incertaines. La question est aussi géostratégique et militaire, car, selon un ancien membre du renseignement américain, les GAFAM « contribuent directement aux opérations militaires et d'intelligence américaines [où] leur taille titanesque est un actif ». Par ailleurs, selon Philippe Escande du journal Le Monde, en représentant 20 % de l'ensemble des entreprises cotées aux États-Unis à la fin 2020, le poids des GAFAM est si important que les démanteler représente un risque systémique pour la stabilité économique du pays, notamment sur les retraites et la monnaie. Le Conseil d'analyse économique, dans une note de 2020, appelle à n'utiliser la stratégique du démantèlement qu'en dernier ressort.
L'élection de Joe Biden permet à la commission de la concurrence américaine (la FTC) de travailler sur le sujet. Elle assure le 9 décembre 2020 qu'elle pourrait réclamer à Facebook, « entre autres choses, la cession d’actifs, dont Instagram et WhatsApp ». La première intervention est le fait d'une coalition d’États américains, en partenariat avec le gouvernement fédéral, qui attaquent Facebook pour entrave à la concurrence. Les 48 États membres de l'initiative accusent Facebook d'abuser de sa position dominante et réclament son démantèlement. Une démarche similaire a lieu en décembre 2020, par 38 États, contre Google.
Selon le procureur général de l'État du Colorado, Google « maintient illégalement son pouvoir de monopole sur les moteurs de recherche et les marchés publicitaires ». Dix autres États ont attaqué Google sur ces mêmes pratiques pour étouffer les alternatives dans le domaine de la publicité. Selon le procureur général de l'État du Texas, Google « a utilisé son pouvoir pour manipuler le marché, détruire la concurrence et nuire au consommateur ».

### Amélioration de la régulation
Dans sa note de 2020, le Conseil d'analyse économique se montre favorable à une meilleure régulation, par les autorités de la concurrence de chaque pays, des activités des GAFAM. Il se montre favorable au renforcement de leurs pouvoirs, notamment au niveau européen, afin de créer les conditions d'une concurrence saine.
À partir du 6 mars 2024, afin de réduire leur position dominante, les GAFAM (ainsi que TikTok) doivent se conformer à la législation sur les marchés numériques de l'Union européenne. Ce règlement comporte une vingtaine d'obligations pour ces entreprises, dont celle de rendre interopérables leurs messageries instantanées et leurs boutiques d'applications pour smartphones. Apple, Google et Microsoft ne peuvent plus imposer leur navigateur sur les différents terminaux. En cas d'infraction au règlement européen, l'amende prévue est de 10 % du chiffre d'affaires mondial de l'entreprise fautive.